# Wapen van Lubbeek

Het wapen van Lubbeek (sinds 1994)

Het Wapen van Lubbeek is het heraldisch wapen van de Belgische gemeente Lubbeek. Het wapen werd voor het eerst op 23 juli 1858 en vervolgens op 11 februari 1981 en vervolgens nogmaals op 29 juni 1994 aan Lubbeek toegekend.

## Geschiedenis
Het gemeentewapen is gebaseerd op het wapen van Brabant. Want hoewel het dorp zijn eigen raad en heren kende, bleef de rechtspraak toebehoren aan de hertog van Brabant, waardoor de zegels van de lokale raad sinds de 14e eeuw het wapen van de hertogen van Brabant toonden.

## Blazoen
Het wapen heeft de volgende blazoenering:
In sabel een leeuw van goud, geklauwd en getongd van keel.